# Vírus atenuado

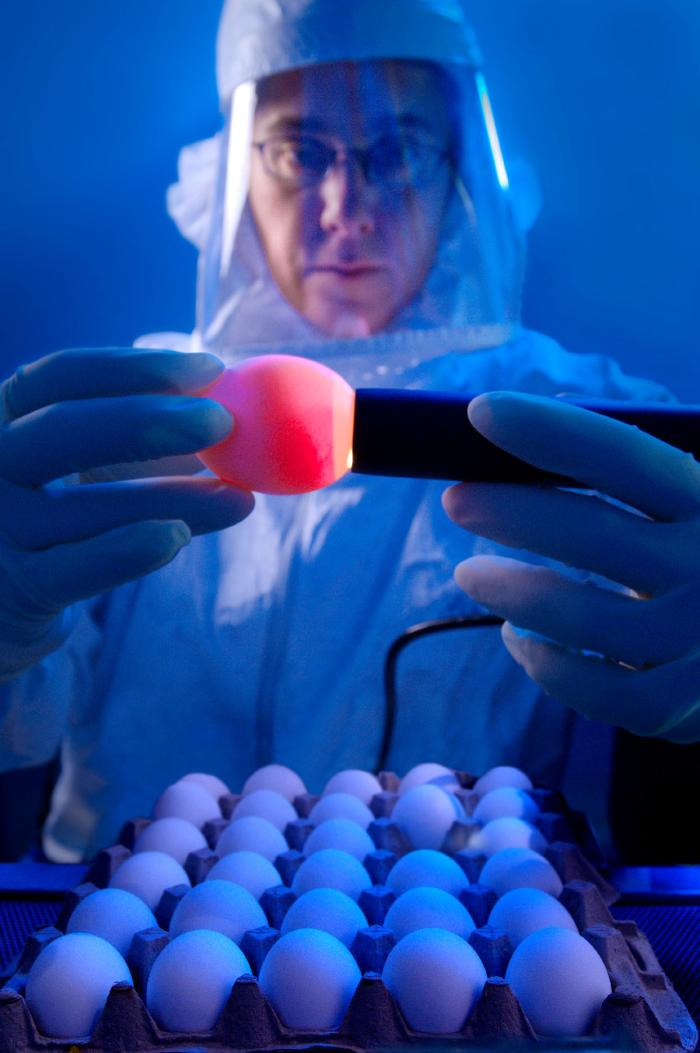
Seleção de ovos de galinha embrionados para infecção com uma suspensão viral

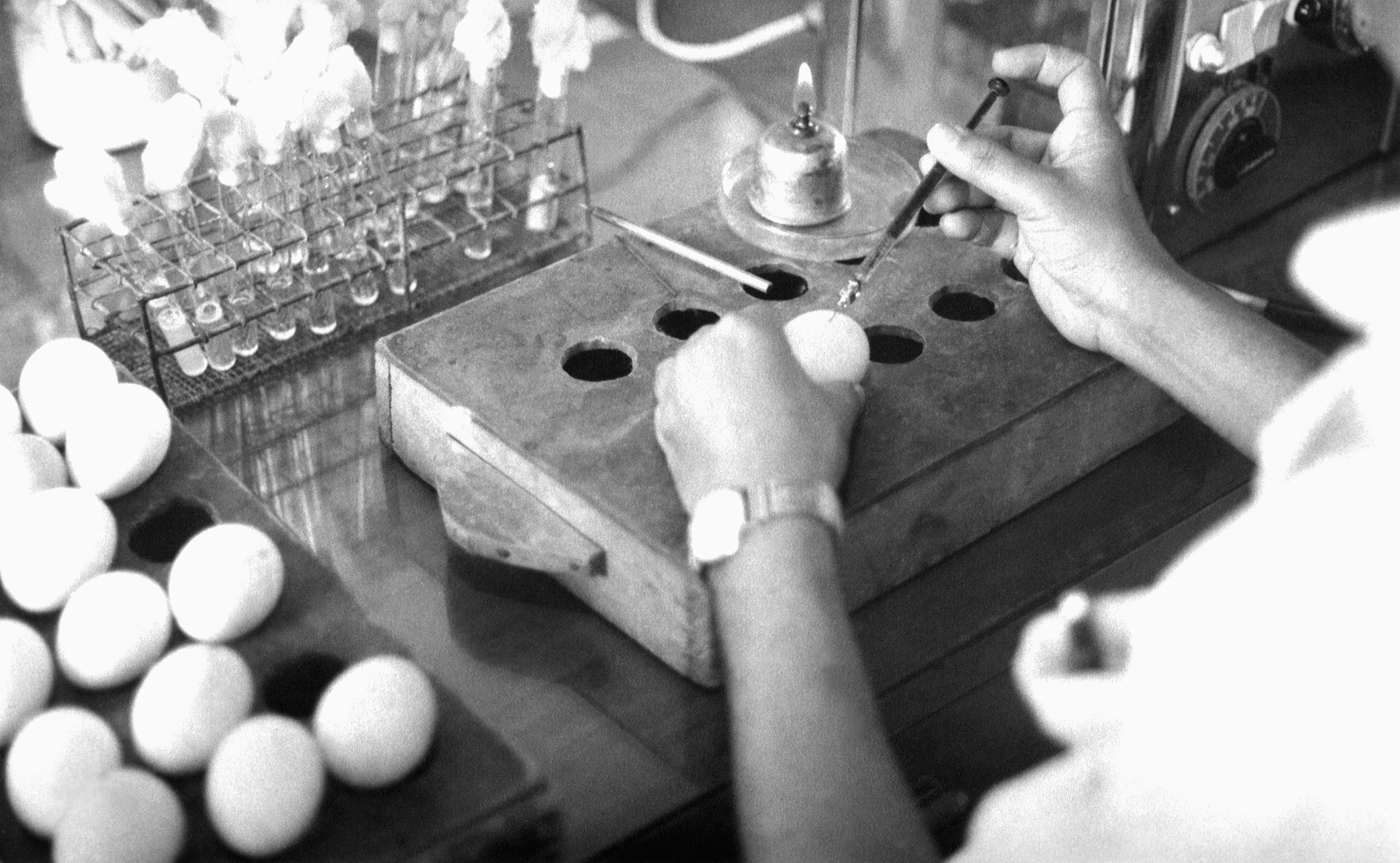
Produção de vírus da varíola atenuados a partir de ovos de galinha embrionados.

Vírus atenuados são vírus com baixo potencial patogênico que são utilizados para a produção de vacinas virais atenuadas.

## Obtenção de vírus atenuados
Vírus atenuados levam esta denominação pois passam por um processo no qual sua virulência é reduzida a níveis considerados seguros para a aplicação clínica (vacinação). O método de Pasteur é o mais utilizado para a obtenção de vírus atenuados. Neste procedimento, vírus patogênicos são utilizados para promover infecções sequenciais em culturas celulares in vitro, ou em ovos embrionados. O que se obtem após a série de passagens são cepas virais menos virulentas (atenuadas), as quais sofreram mutações genéticas pontuais que comprometem o funcionamento de fatores virais necessários à patogenicidade, sem, no entanto, gerar prejuízos à capacidade replicativa do vírus.

## Modo de ação
Quando aplicado no corpo de um indivíduo, o vírus atenuado é capaz de se replicar, porém de maneira lenta,  sem causar maiores danos ao organismo. A prolongada exposição ao vírus durante a lenta replicação viral induz uma resposta imune. Esta resposta leva à produção de grande quantidade de células de memória (linfócito B e T), as quais garantem o estabelecimento de imunidade contra o vírus em questão.

## Exemplos
Vacinas com vírus atenuado para:
- Pólio oral (gotas)
- Sarampo,
- Caxumba,
- Rubéola,
- Varicela/Catapora,
- Febre amarela,
- Rotavírus.

Em 5 a 10 por cada milhão de aplicações da vacina atenuada o vírus pode reverter a sua forma patogênica e causar a doença, especialmente em pessoas imunocomprometidas. Por isso, em crianças imunodeprimidas só deve usar as vacinas inactivadas.